# Sericoptera flavifimbria
Sericoptera flavifimbria är en fjärilsart som beskrevs av Walker 1860. Sericoptera flavifimbria ingår i släktet Sericoptera och familjen mätare. Inga underarter finns listade i Catalogue of Life.